# Maindee Camp
Maindee Camp är ett slott i Storbritannien.   Det ligger i kommunen Newport och riksdelen Wales, i den södra delen av landet, 200 km väster om huvudstaden London. Maindee Camp ligger 76 meter över havet.
Terrängen runt Maindee Camp är platt åt sydost, men åt nordväst är den kuperad.Runt Maindee Camp är det tätbefolkat, med 636 invånare per kvadratkilometer. Närmaste större samhälle är Newport, 2,1 km väster om Maindee Camp. Runt Maindee Camp är det i huvudsak tätbebyggt.